# Vercorin
Vercorin est une localité située sur la commune de Chalais située dans le canton du Valais, en Suisse. Elle abrite une station de ski de taille moyenne.
C'est un village montagnard ayant conservé son cachet original, avec ses maisons et vieux raccards serrés autour du clocher roman, il ressemble à ses typiques voisins des fonds de vallées alpestres.

## Histoire
Vercorin témoigne du passé grâce, surtout, à son église consacrée en 1508 par le cardinal valaisan Matthieu Schiner. Le patrimoine inclut également la reconnaissance du travail de l’artisanat local de même que la découverte de la vie de la paysannerie de montagne telle que la visite de l’alpage.
Vercorin, vieux village, peuplé aux siècles passés, s’est vu délaissé au profit de la plaine. Alors que la paysannerie épuisait ses dernières forces, le tourisme a favorisé l’implantation de nouvelles familles qui, pour la plupart, ont trouvé du travail dans de petites entreprises, l’artisanat et les commerces locaux. Ce phénomène touristique, loin de détruire l’identité culturelle de Vercorin l’a ravivée. Les premiers étrangers qui s’y sont rendus ont bénéficié de la chaleureuse hospitalité de la paroisse, puis dès 1932, il leur a été possible de louer des chambres à la pension Place et Poste. Deux cafés, le Place et Poste et les Mayens, de même que deux épiceries assuraient le service dans le village. Dans les années 1940, quelques familles bourgeoises de Sierre, attirées par le charme de Vercorin, venaient y passer l’été, et construisirent les premières résidences secondaires. De nouveaux hôtels ouvrent, dont le fameux Victoria, qui attira une clientèle internationale. Au début des années 1960, apparaissent les premiers immeubles et chalets. Le tourisme prend alors un nouveau tournant dans les années 1970 avec la création de l’office du tourisme qui assurera surtout des animations sportives et folkloriques. Apparaissent ensuite des activités plus familiales. Un téléski pour enfants est construit et une garderie voit le jour. 1981 correspond à l’apogée de l’exploitation touristique du village. On peut y accéder par un téléphérique.

## Monuments et curiosités
L'ancienne église Saint-Boniface fût fondée au XIIe-XIIIe s. et entièrement reconstruite en 1704. Son clocher est en partie roman. Le château, un grand chalet en bois et pierre construit en 1777 pour A.-P. de Courten est propriété depuis le XIXe s. de la famille de Chastonay. La chapelle Saint-Louis fût érigée en 1784 ; sur son autel rococo se trouve un tableau de Johann Melchior Wyrsch.

## Tourisme
En hiver, Vercorin offre un domaine skiable de 35 km de pistes de ski alpin et 30 km de ski de fond, un snowparc, télécabine, téléskis et restaurants d’altitude. De plus, s'y trouvent une école de ski, une piste de luge de 4,5 km et 500 m de dénivelé qui part depuis l'arrêt intermédiaire de la télécabine (Sigeroulaz), une patinoire naturelle, des pistes de curling, 16 km de chemins de promenades hivernales, un jardin des neiges, une garderie d’enfants, 49,5 km de promenades accompagnées en raquettes dans le Vallon de Réchy et une école de parapente.
En été sont à disposition un réseau de sentiers pédestres (300 km) et routes de vélos de montagne (170 km) nouvellement balisés, la proximité du Vallon de Réchy et de ses richesses naturelles, tennis, minigolf, chevaux, badminton, tennis de table, pétanque, parcours vita, promenades accompagnées (par exemple : sur l’alpage, avec démonstration de la fabrication du fromage), basket-ball, pêche en plaine et en montagne, delta et parapente.
En plus de cette infrastructure existante, Vercorin organise des manifestations. Chaque année se tiennent des fêtes en collaboration avec les sociétés locales. Ce genre de manifestations, mettant l’accent sur la convivialité, l’atmosphère bon enfant, plaît aux hôtes traditionnels de Vercorin, une clientèle familiale. L’endroit s’est aussi fait connaître par ses animations intégrées : vin chaud ou soupe vercorinarde au milieu du village dans un grand chaudron, échos des cors des Alpes dans le Vallon de Crouja, festival de cerfs-volants au Crêt-du-midi (2 300 m.) etc. Vercorin a également été l'organisateur du plus haut tournoi de pétanque d'Europe, au Crêt du midi (2300 m.).[réf. nécessaire]
Le panorama touristique de Vercorin a bien changé depuis les débuts de son développement. Alors qu’à l’origine, le village était surtout apprécié par les estivants, aujourd’hui, le 60 % des nuitées concerne l’hiver. En cela Vercorin suit la tendance vécue par la plupart des zones de villégiature alpines.

### Domaine skiable
Un téléphérique de 15 places part depuis un parking gratuit à Chalais dans la vallée (516 m), et rejoint Vercorin à 1 312 m d'altitude en sept minutes. Après avoir traversé tout le village à pieds ou en empruntant le skibus gratuit, le pied du domaine skiable en soi commence, là où part la télécabine 10-places en deux tronçons qui rejoint le sommet du domaine au Crêt-du-Midi (2 336 m). Le domaine permet une vue directe sur la Vallée du Rhône et sur une partie du Val d'Anniviers. Du sommet partent deux longues pistes offrant près de 1 000 m de dénivelé, dont une bleue rejoignant la télécabine. Une piste rouge rouge rejoint quant à elle le hameau des Tsabloz en suivant un tracé très excentré et dans un cadre de pleine nature dans le Vallon de Réchy. À l'arrivée de la piste, il est nécessaire d'attendre un skibus partant à intervalles espacés pour rejoindre la station. La partie sommitale est desservie par 5 téléskis relativement courts, offrant à une exception prêt un dénivelé maximal de 250 m. Une seule piste relativement étroite et au relief fortement marqué permet de rajouter 400 mètres de dénivelé sur ce secteur, mais reste relativement moins fréquentée du fait de sa technicité nettement plus élevée. Un fil-neige pour débutants a été installée au cœur de la station, pour offrir 10 mètres de dénivelé. La saison hivernale se termine généralement début avril.
La station coopère étroitement avec les stations de ski voisines du Val d'Anniviers, soit Grimentz, Zinal et Saint-Luc/Chandolin, via une présence internet mais aussi une offre forfaitaire communes. Un skibus gratuit les relie entre elles pendant la saison hivernale. La station fait aussi partie des regroupements de stations de Valais SkiCard et Mosaic Skipass.
La piste de ski de fond part depuis les hauteurs de la station, et évolue entre 1 300 et 1 600 m d'altitude, pour rejoindre la station voisine de Grimentz. Elle fait au total 16km de longueur.

## R&Art
R&Art est une association qui a été fondée par Jean-Maurice Varone en 2008. Elle a pour but de mettre sur pied des expositions temporaires d'art contemporain en plein air.

### Édition 2009
La toute première édition de R&Art, intitulée "Cercle et suite d'éclats" a été réalisée par Felice Varini, artiste de renom international.

### Édition 2010
La seconde édition consistait en une peinture au sol en forme d’étoile qui se déploie sur les rues. La peinture est un enlacement de lignes empruntant différentes directions. Elle a été réalisée par Sabina Lang et Daniel Baumann.

### Édition 2011
L'édition 2011 a été effectuée par Riccardo Blumer et Claudia Raisi. Un solide câble d'acier ancré aux extrémités du village passait au-dessus des habitations à une hauteur de 20 mètres et symbolisait l'axe générateur du village.

### Édition 2012
Les frères Chapuisats ont habité dans leur propre réalisation, construite totalement en bois et nommée « résidence secondaire ».

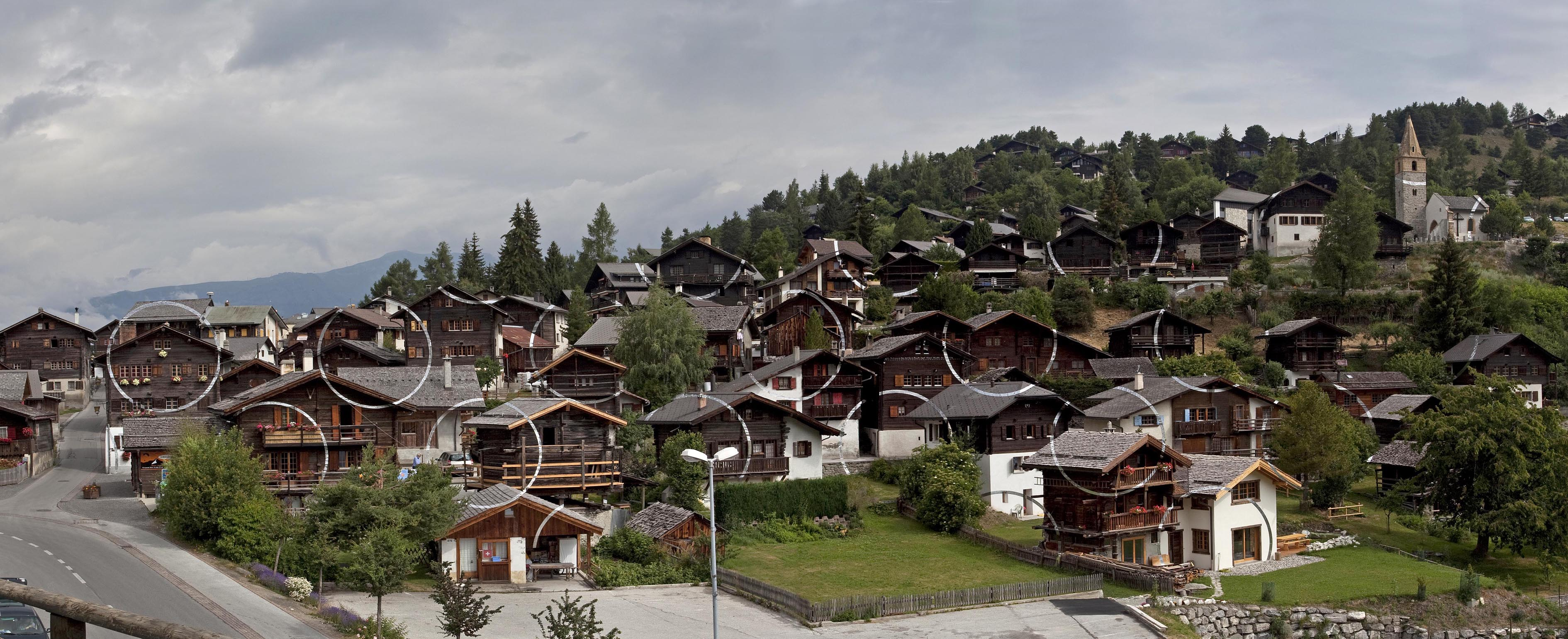
Édition 2009 de R&Art à Vercorin.
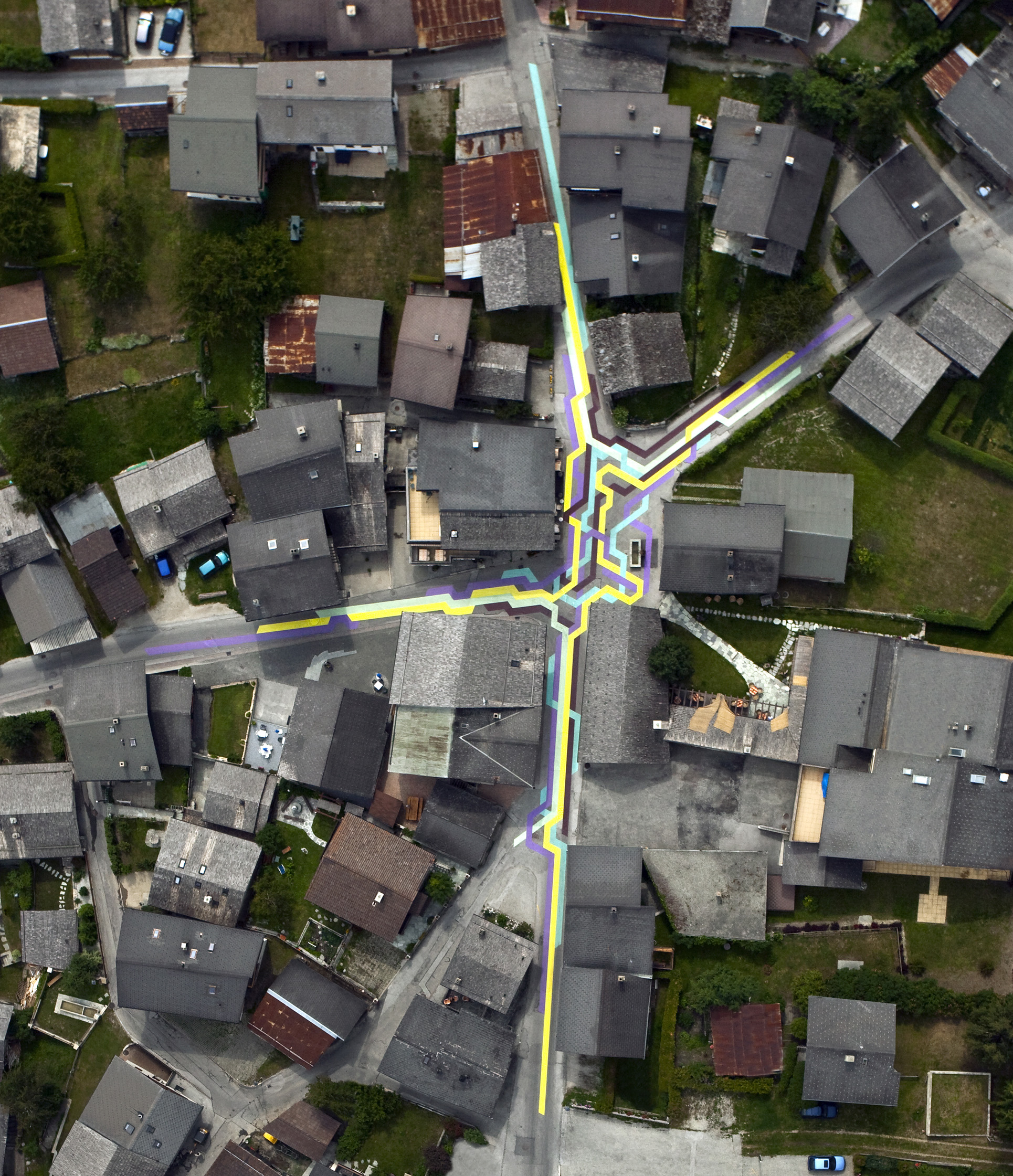
R&Art, édition 2010 sur la place centrale du village vu du ciel.
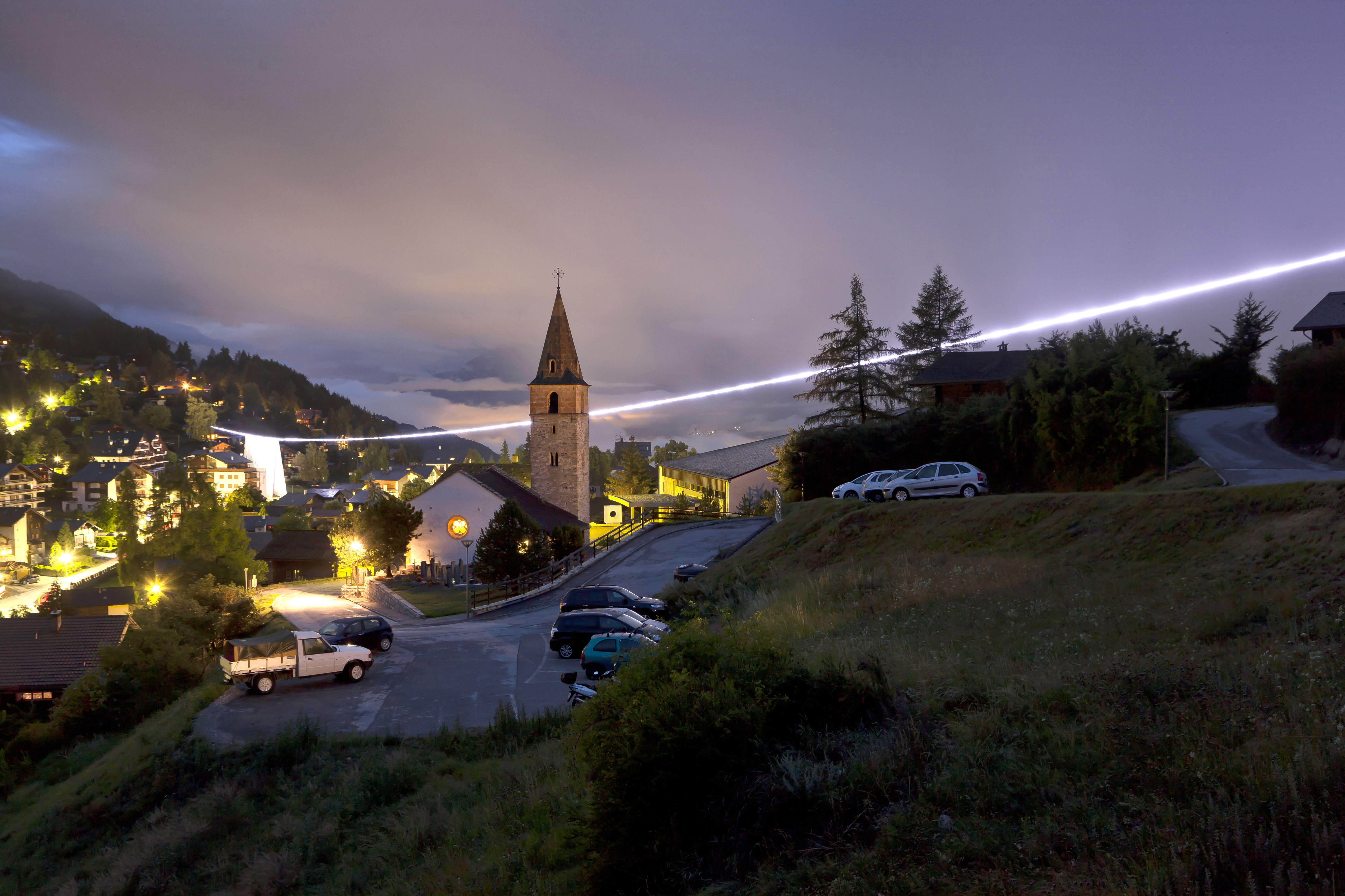
Édition 2011.